# Moskwa-Passażyrskaja
Moskwa-Passażyrskaja (ros. Москва-Пассажирская) – jedna z 9 największych stacji kolejowych w Moskwie, nazywana również Dworcem Leningradzkim (ros. Ленинградский вокзал). Od 1855 roku do 1923 nazywany dworcem Nikołajewska, od 1923 do 1937 roku Oktiabrskaja. Najstarsza stacja kolejowa w Moskwie. Dworzec położony jest na Placu Komsomolskim. Moskwa Leningradzka (coraz częściej nazywana: Oktiabrska) to stacja tzw. ślepa czyli nie tranzytowa. Należy do Północno-Zachodniej Dyrekcji Regionalnej dworców kolejowych. Obsługuje połączenia z północno-zachodnią częścią kraju, m.in. z Petersburgiem, Murmańskiem a także z Helsinkami. Nazwa czasami wprowadza w błąd, gdyż obecne pociągi szybkiej kolei rosyjskie typu SAPSAN, jako stację wyjazdu/przyjazdu podają: Moskwa Oktiabrskaja. Natomiast stacja metra to: Komsomolskaja Linie metra 1,5.
W pobliżu znajdują się też stacje: Moskwa Kazańska i Moskwa Jarosławskaja.